# Tesla Note
Tesla Note (テスラノート Tesura Nōto?) es una serie de manga escrita y co-planificada por Masafumi Nishida, también co-planificada por el fallecido autor Tadayoshi Kubo, e ilustrada por Kouta Sannomiya.
Se ha serializado en la revista Shōnen Magazine de Kodansha desde enero de 2021, hasta ser transferido a Magazine Pocket en julio del mismo año, donde se continua publicando.
Una adaptación a serie de anime producida por el estudio Gambit se emitió entre Octubre a diciembre de 2021.

## Argumento
Botan Negoro, una estudiante quien fue entrenada como ninja desde una edad temprana y criada como la mejor agente de inteligencia. Se une a otros agentes de inteligencia, y asume la misión del destino del mundo, la cual se le llama "Misión T".
Su objetivo es recuperar la herencia del genio inventor Nikola Tesla, "Los Fragmentos de Tesla". 

## Personajes
- Botan Negoro (根来 牡丹, Negoro Botan)

 Seiyū: Konomi Kohara
- Kuruma (クルマ, Kuruma?)

 Seiyū: Tatsuhisa Suzuki
- Ryūnosuke Takamatsu (高松 隆之介, Takamatsu Ryūnosuke?)

 Seiyū: Tomoaki Maeno
- Mickey Miller (ミッキー・ミラー, Mikkī Mirā?)

 Seiyū: Junichi Suwabe
- Oliver Thornton (オリバー・ソーントン, Oribā Sōnton?)

 Seiyū: Hiroshi Kamiya

## Contenido de la obra

### Manga
Tesla Note fue co-planificada por Masafumi Nishida (Escritor de TIGER & BUNNY) y Tadayoshi Kubo, escrita por el mismo Nishida e ilustrada por Kouta Sannomiya. Se ha publicado en Shōnen Magazine desde enero de 2021, siendo transferido a la revista digital Magazine Pocket en julio del mismo año. Siendo por ahora solo recopilado en siete volúmenes.
Lista de volúmenes
| N.º | Fecha de lanzamiento     | ISBN original          |
| --- | ------------------------ | ---------------------- |
| 1   | 16 de abril de 2021      | ISBN 978-4-06-522983-5 |
| 2   | 17 de junio de 2021      | ISBN 978-4-06-523586-7 |
| 3   | 16 de septiembre de 2021 | ISBN 978-4-06-524840-9 |
| 4   | 15 de octubre de 2021    | ISBN 978-4-06-525142-3 |
| 5   | 17 de enero de 2022      | ISBN 978-4-06-526287-0 |
| 6   | 15 de abril de 2022      | ISBN 978-4-06-527537-5 |
| 7   | 17 de junio de 2022      | ISBN 978-4-06-528181-9 |

### Anime
En abril de 2021, se anunció que la serie recibiría una adaptación de serie de televisión de anime. La serie está animada por Gambit y dirigida por Michio Fukuda, con Masafumi Nishida supervisando los guiones de la serie, POKImari diseñando los personajes y Kaoru Wada componiendo la música de la serie. Inicialmente se compone de 12 episodios y su estreno se realizó el 3 de octubre de 2021 en los canales de TV Tokyo MX y BS11.